# Universität Al al-Bayt
Die Universität Al al-Bayt (arabisch جامعة آل البيت) ist eine im Jahr 1994 eröffnete staatliche Universität im Königreich Jordanien.

## Geschichte
Durch einen königlichen Erlass vom 17. August 1992 wurde die Errichtung angeordnet. Damit sollte der dringliche Bedarf nach mehr Studienplätzen gedeckt werden. Durch einen weiteren königlichen Erlass vom 16. Dezember 1992 wurde der Gründerausschuss gegründet. Am 22. Mai 1993 wurde mittels eines weiteren königlichen Erlasses der Gründungsrektor berufen. Am 1. Oktober 1994 wurden der Lehrbetrieb aufgenommen. Die offizielle Eröffnung fand am 6. März 1995 durch den Schirmherrn Hussein I. (Jordanien) und unter Anwesenheit des damaligen Kronprinzen Hassan ibn Talal statt.

## Weblink
- Homepage (englisch/arabisch)